# Svedjepiplärka
Svedjepiplärka (Anthus nicholsoni) är en afrikansk fågel i familjen ärlor inom ordningen tättingar. Den behandlades fram tills nyligen som en del av arten långnäbbad piplärka, men urskiljs numera oftast som egen art.

## Utseende och läte
Svedjepiplärkan är en stor och slank piplärka med lång stjärt och relativt lång näbb. Ovansidan är brun, undersidan beige. Noterbart är även ett ljust ögonbrynsstreck. Arten är mycket lik bergpiplärkan, men är mindre streckad, framför allt på bröstet. Den är större än afrikansk piplärka, med beige snarare än vitt på yttre stjärtpennorna. Bland lätena hörs gnissliga sparvlika tjippanden och behagliga tvåstaviga visslingar. Sången består av en serie sorgsamma visslingar, tjirpanden och andra läteslika ljud på rad med pauser emellan.

## Utbredning och systematik
Svedjepiplärka delas upp i fem underarter med följande utbredning:
- Anthus nicholsoni palliditinctus – sydvästra Angola och nordvästra Namibia
- Anthus nicholsoni leucocraspedon – västra och södra Namibia och sydvästra Sydafrika
- Anthus nicholsoni nicholsoni – sydöstra Botswana och nordöstra Sydafrika
- Anthus nicholsoni petricolus – Lesotho och östra Sydafrika
- Anthus nicholsoni primarius – södra Sydafrika

### Artstatus
Fågeln behandlades tidigare som en del av arten långnäbbad piplärka (A. similis) och vissa gör det fortfarande, som BirdLife International. Den urskiljs dock allt oftare som egen art efter studier som visar på bland annat betydande genetiska skillnader. Arten står snarare närmast miombopiplärka. Dessa två utgör systergrupp till långstjärtad piplärka. Svedjepiplärkan är också allopatrisk gentemot långnäbbad piplärka.

### Släktestillhörighet
DNA-studier visar att arterna i släktet Anthus inte står varandra närmast, där typarten för släktet ängspiplärkan står närmare piplärkorna i Macronyx än svedjepiplärka och dess närmaste släktingar (bland andra större piplärka och fältpiplärka och en rad afrikanska arter). Det medför att svedjepiplärkan antingen kommer föras till ett annat släkte i framtiden, eller att Macronyx inkluderas i Anthus. Inga större taxonomiska auktoriteter har dock ännu implementerat dessa nya forskningsresultat.

## Levnadssätt
Svedjepiplärkan hittas på steniga sluttningar med begränsad växtlighet, ofta med buskar eller öppen skog. Den besöker närliggande välbetade eller brända marker och är ofta först på plats när ett område har brunnit, därav namnet. 

## Status
IUCN erkänner den inte som art, varför den inte placeras i någon hotkategori.

## Namn
Fågelns vetenskapliga artnamn hedrar Francis Nicholson (1843-1925), en engelsk affärsman och ornitolog.